# Pierre Schielé
Pour les articles homonymes, voir Schiele.
Pierre Schielé, né le 5 juillet 1925 à Dombasle-sur-Meurthe (Meurthe-et-Moselle) et mort le 27 juillet 2011 à Ottrott (Bas-Rhin), est un homme politique français.

## Biographie
Pierre Schielé commence sa carrière politique en devenant maire de Thann en 1956, après avoir battu le maire sortant Modeste Zussy. Il sera reconduit à son poste à chaque élection (1959, 1965, 1971, 1977, 1983) et ce jusqu'en 1989.
Il est élu sénateur du Haut-Rhin en 1968 et le reste jusqu'en 1995 en décidant de ne pas briguer un nouveau mandat. Il est membre de la commission des affaires culturelles au sein du groupe centriste au Sénat. Devenu questeur en 1983 au Palais du Luxembourg, il est remplacé par André Fosset en 1989. Durant ses trois mandats sénatoriaux consécutifs, il participe à la rédaction de nombreuses résolutions et propositions de lois.
Pierre Schielé est élu président du Conseil régional d'Alsace en 1977, il succède à André Bord et favorise ainsi pour la première fois l'alternance entre gaullistes et centristes, bas-rhinois et haut-rhinois.
Côté vie privée, il se marie le 27 décembre 1948 avec Georgette Bruckert dont il a 5 enfants, 14 petits-enfants et 8 arrière-petits-enfants.
Pierre Schielé décède lors d'une sortie familiale au mont Sainte-Odile,. Sa mort suscite de nombreuses réactions au sein de la classe politique.

## Détail des fonctions et des mandats
Mandats locaux
- 2 octobre 1956 - 1959 : Maire de Thann
- 1959 - 1965 : Maire de Thann
- 1965 - 1971 : Maire de Thann
- 1971 - 1977 : Maire de Thann
- 1977 - 1983 : Maire de Thann
- 1983 - 1989 : Maire de Thann
- 1977 - 1980 : Président du Conseil régional d'Alsace

Mandats parlementaires
- 22 septembre 1968 - 25 septembre 1977 : Sénateur du Haut-Rhin
- 25 septembre 1977 - 28 septembre 1986 : Sénateur du Haut-Rhin
- 28 septembre 1986 - 1er octobre 1995 : Sénateur du Haut-Rhin

Autres fonctions
- 1983 - 1986 : Questeur du Sénat
- 1986 - 16 mai 1989 : Questeur du Sénat